# Penica peritheta
Penica peritheta là một loài bướm đêm thuộc họ Gracillariidae. Nó được tìm thấy ở México.